# Revolución de Chuquisaca
La Revolución de La Plata, conocida comúnmente como la Revolución de Chuquisaca, fue un levantamiento popular ocurrido el 25 y 26 de mayo de 1809 en la ciudad de La Plata (hoy Sucre, capital de Bolivia), perteneciente al virreinato del Río de la Plata. Los oidores revolucionarios del tribunal de la Real Audiencia de Charcas, con el apoyo del claustro universitario y de sectores minoritarios ocultos de independentistas, destituyeron al presidente de la Real Audiencia, y transformándose esta en una Junta de Gobierno denominada Audiencia Gobernadora.
El movimiento revolucionario sería en nombre del rey de España Fernando VII, pero en su accionar también estaba el desconocer la Junta Suprema Central y al virrey del Río de la Plata, esto porque los oidores lograrían gobernar en conjunto el tribunal de la Real Audiencia de Charcas como antes de las reformas borbónicas y, para lograrlo, inculcaron a la población sospechas de que el presidente de la Real Audiencia Pizarro y el virrey del Río de la Plata Liniers planeaban entregar el trono a la infanta Carlota Joaquina de Borbón –aunque el virrey mantenía intenciones de hacerlo. El plan revolucionario también serviría para el sector oculto de independentistas, que, aun siendo minoría, inculcaron sus ideas posteriormente.
Para la historiografía independentista hispanoamericana este acontecimiento suele ser conocido como el Primer Grito Libertario de América. Sin embargo, hay otras versiones que dan fechas anteriores como la de la Rebelión de Oruro, de 1781, y el levantamiento de Manco Inca como el primer grito libertario de América.

## Antecedentes

### Invasión francesa a España
La revolución de Chuquisaca fue un levantamiento popular ocurrido el 25 y 26 de mayo de 1809 en la ciudad de La Plata (hoy Sucre), perteneciente entonces al Virreinato del Río de la Plata. Esta ciudad formaba parte de la Audiencia de Charcas que durante la Guerra de Independencia sudamericana fue denominado Alto Perú.
Los oidores revolucionarios del tribunal de la Real Audiencia de Charcas, con el apoyo del claustro universitario y de sectores minoritarios de independentista, destituyeron al presidente de la Real Audiencia y formaron la denominada “Audiencia Gobernadora” o junta de gobierno.

El movimiento revolucionario sería en nombre del rey Fernando VII de España, pero en su accionar también estaba el desconocer la Junta Suprema Central y al virrey del Río de la Plata, esto porque los oidores lograrían gobernar en conjunto la Real Audiencia como antes de las reformas borbónicas y, para lograrlo, inculcaron a la población sospechas de que el presidente de la Real Audiencia Pizarro y el virrey del Río de la Plata Liniers planeaban entregar el trono a la infanta Carlota Joaquina de Borbón –aunque el virrey mantenía intenciones de hacerlo. El plan revolucionario también serviría para el sector independentista, que, aun siendo minoría, inculcaron sus ideas posteriormente.

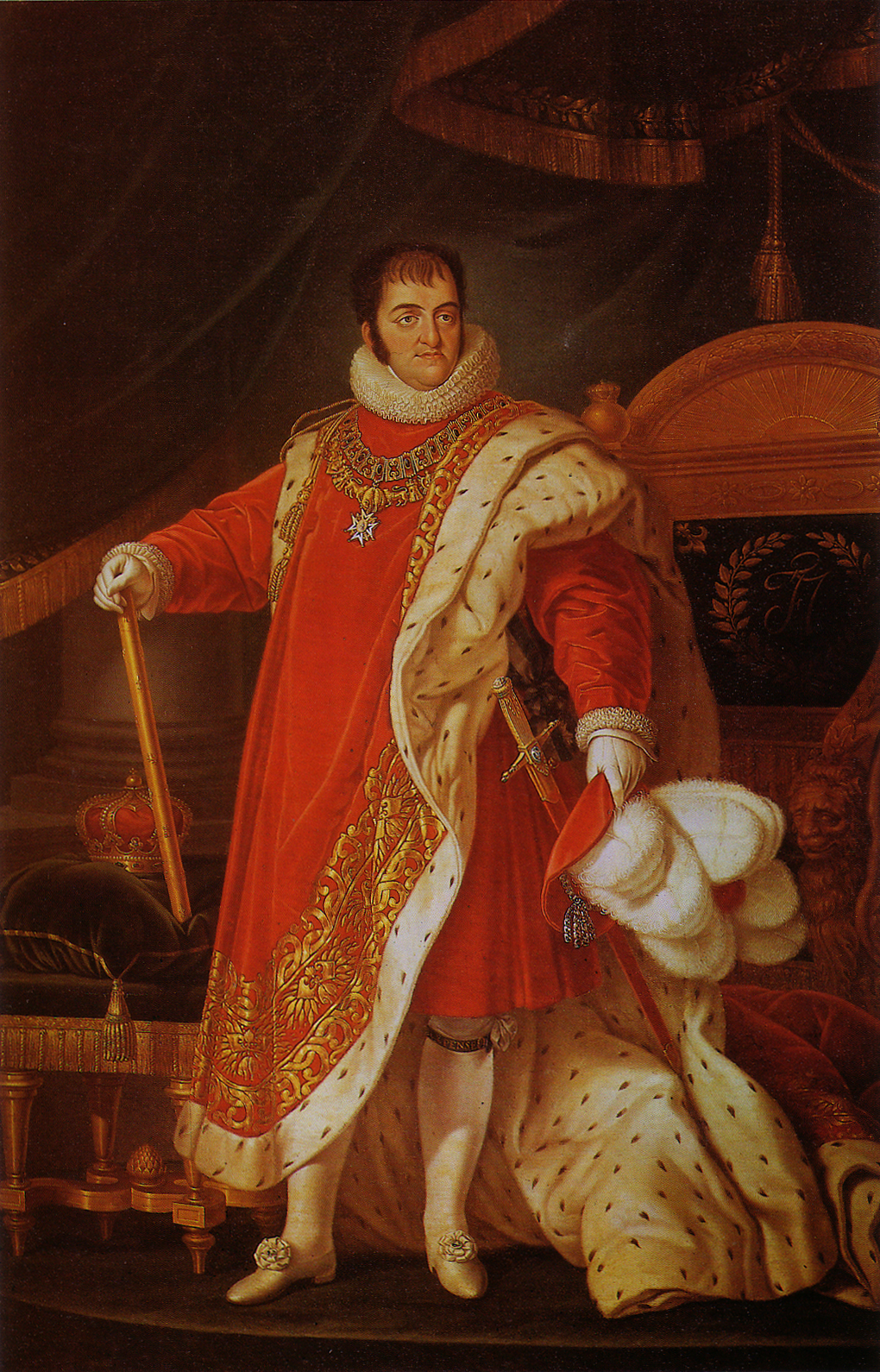
Fernando VII de España.

El 18 de octubre de 1807, las tropas francesas al mando del general Junot entraron a España, aliada del Primer Imperio francés. Napoleón Bonaparte tenía como objetivo primario ocupar el Reino de Portugal que se resistía a implementar el bloqueo continental contra Gran Bretaña.
El 27 de octubre de 1807 el ministro Manuel Godoy firmó el tratado de Fontainebleau, por el que España comprometía su apoyo al ataque. No obstante, las fuerzas de Junot fueron tomando el control efectivo de ciudades y puntos estratégicos del país, lo que impulsó a la casa real a retirarse a Aranjuez (Madrid) y planear su emigración a América, siguiendo la estrategia de la corte portuguesa que tras la entrada de los franceses a su país, el 23 de noviembre de 1807, se había trasladado a Brasil.
Al conocerse el rumor, el 17 de marzo de 1808 se produjo el Motín de Aranjuez, que forzó la renuncia de Godoy y la abdicación de Carlos IV en su hijo Fernando VII. Ante los sucesos, el 23 de marzo los franceses ocuparon Madrid y Napoleón ordenó el traslado a Bayona a la familia real.
El 2 de mayo se produjo en Madrid un levantamiento de la población sangrientamente reprimido, mientras que el 6 de mayo, en los sucesos conocidos como las abdicaciones de Bayona, Fernando reconoció a su padre como rey legítimo, por lo que —dado que éste había cedido sus derechos a Napoleón— la corona recaía en el emperador, quien designó a su hermano José Bonaparte como el rey de España e Indias.

### Juntas de Gobierno en España
Ni el renunciamiento ni el abyecto servilismo que demostró Fernando fueron suficientes para mover a la población a aceptar el cambio dinástico. El 25 de mayo se constituyó la primera junta de gobierno en Oviedo, Asturias, y con diferencias de días surgieron otras, provinciales o locales, en Murcia, Villena, Valencia, León, Santander, La Coruña, Segovia, Valladolid, Logroño, etc.
El 27 de mayo de 1808, Sevilla creó su propia junta con el nombre de Junta Suprema de España e Indias, que pretendía —al igual que las restantes— gobernar en nombre de Fernando VII y preservar sus derechos al trono, política que la llevó a declarar la guerra a Napoleón el 17 de junio.
En esas circunstancias, en 1809, primero en Chuquisaca, y luego en muchas otras ciudades americanas bajo el dominio del Imperio español, detonó una crisis política a causa de la crisis institucional en la metrópoli y de las tensiones revolucionarias que venían madurando en las sociedades coloniales.

## Goyeneche en el Alto Perú

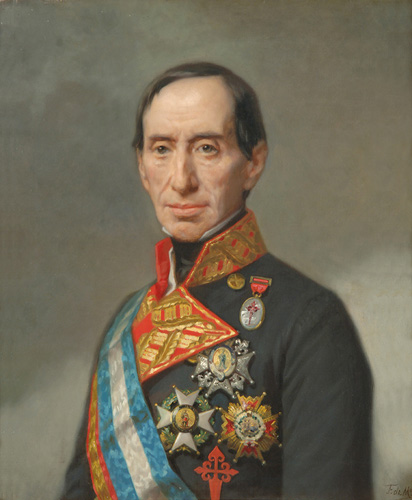
José Manuel de Goyeneche.

Cuando las fuerzas de la división francesa del norte al mando de Joaquín Murat ocupaban la ciudad de Madrid, el 23 de marzo de 1808, se hallaba de servicio en la ciudad el capitán de milicias José Manuel de Goyeneche.
Era de origen americano, natural de Arequipa, en el Bajo Perú, y descendiente de una acomodada familia de origen europeo: su padre, que era realista, lo envió a educarse en la península, donde destacó en parte por su natural locuacidad y su evidente talento para la intriga, y en buena medida por sus contactos.
Goyeneche se acercó al general francés Joaquín Murat, consejero de José Bonaparte, y logró ganarse su confianza. El Emperador deseaba extender su control a la América española para restar mercados a sus adversarios y mantener el flujo de regalías, pero —sin recursos navales para asegurarlo— dependía por completo de lograr decantar hacia ella las lealtades de los americanos, sea por el expediente de mantener la obediencia al monarca, fuera cual fuera; o, de ser necesario, alentando el partido de la independencia.
Murat comisionó entonces a Goyeneche ante los gobiernos y pueblos de América del Sur para que lograse su sometimiento a la nueva dinastía, expidiéndole las correspondientes credenciales.
Hallándose ya en Cádiz, y listo el buque de bandera francesa que lo debía conducir a América, se produjo el levantamiento del 27 de mayo de 1808 en la cercana Sevilla y la consiguiente formación de su junta de gobierno.
Expuesto ante sus compatriotas, Goyeneche se dirigió a Sevilla donde se presentó ante la nueva junta como un fiel vasallo, víctima de su fidelidad a la causa realista. Dadas las difíciles circunstancias, no le costó convencer a la junta, especialmente cuando uno de los vocales —y uno de los más intrigantes— el padre Gilito, era amigo cercano de un tío suyo.
La Junta de Sevilla lo nombró su comisionado especial en América ascendiéndolo extraordinariamente al rango de brigadier —el salto de capitán de milicias a brigadier del ejército real era excepcional aún en esa situación— con instrucciones de asegurar la proclamación del rey Fernando VII en el del Río de la Plata y en el Virreinato del Perú, y el reconocimiento de las pretensiones de la Junta de Sevilla de gobernar en el nombre del monarca, para lo que carecía de todo título y derecho.
Los alcances de su mandato eran tales que estaba facultado, aunque no por derecho por pretensión de sus mandantes, a destituir y encarcelar a cualquier funcionario que manifestara cualquier oposición a Fernando VII como legítimo rey de España, sin importar que esos funcionarios tuvieran mando emanado del mismo rey (Carlos IV), como el caso de los virreyes.
Con sus dos pliegos, Goyeneche volvió a Cádiz y se embarcó finalmente en compañía del emisario francés de Murat.
Al pasar por Río de Janeiro camino a Buenos Aires, en agosto de ese año, se entrevistó con la infanta Carlota Joaquina de Borbón, hermana de Fernando VII y reina regente de Portugal en el Brasil, con ambiciones de asumir los títulos de su hermano en tierras americanas. Carlota le dio a Goyeneche cartas con sus pretensiones, dirigidas a las autoridades coloniales que él iba a visitar. El oficio principal de Carlota afirmaba entre otras cosas:

"Hago saber á los leales y fieles vasallos del Rey catolico de las Españas é Indias, (...) Estando de esta suerte mis muy amados Padres, hermanos y demas individuos de mi real familia de España privados de su natural libertad sin poder ejercer su autoridad ni menos atender á la defensa y conservacion de sus derechos (...) por tanto considerándome suficientemente autorizada y obligada á ejercer las veces de mi augusto Padre y real familia de España como la mas procsima representante suya en este continente de América para con sus fíeles y amados vasallos, me ha parecido conveniente y oportuno dirijiros este mi manifiesto por el cual declaro nula la abdicacion ó renuncia que mi Señor Padre el Rey Don Carlos IV y demas individuos de mi real familia de España tienen hecha en favor del Emperador ó Jefe de los franceces; á cuya declaracion deben adherir todos los fíeles y leales vasallos de mi augusto Padre, en cuanto no se hallen libres é independientes los representantes de mi real familia (...) Igualmente os ruego y encargo con el mayor encarecimiento que prosigais como hasta aquí en la recta administración de justicia con arreglo á las leyes, las que cuidareis y celareis se mantengan ilesas y en su vigor y observancia, cuidando muí particularmente de la tranquilidad pública y defensa de estos dominios, hasta que mi amado primo el infante D. Pedro Carlos ú otra persona llegue entre vosotros para arreglar los asuntos del gobierno de estos dominios durante la desgraciada situacion de mis mui amados Padres, hermanos y tio, sin que mis nuevas providencias alteren en lo mas mínimo lo dispuesto y prevenido por mis augustos antecesores".
Carta de Carlota Joaquina de Borbón, 19 de agosto de 1808

Goyeneche aceptó el encargo, sin comprometerse —según sus dichos— más que a actuar de mensajero. Sin embargo, su posición era probablemente puramente oportunista, al igual que en el caso de los pliegos de Murat o de Sevilla. Una carta confidencial que Carlota escribió a su secretario privado José Presas afirma:

"Presas, las cartas las quiero yo todas mañana para despachar a Cortés y a Cerdán, despues de mañana, asi como las dos cartas para ellos y también la de Abascal, para que ellos las lleven: la de Goyeneche que vaya bien tocadita, y al mismo tiempo agradecida para el buen éxito de nuestro negocio."
José Presas. Memorias secretas de la infanta Carlota, en Biblioteca de Mayo, página 797.

Desde la llegada al Río de la Plata de las primeras noticias acerca de los sucesos en España, el gobernador de Montevideo, Francisco Javier de Elío, había agudizado el conflicto que mantenía con su superior, el virrey Liniers. El alcalde de primer voto del Cabildo de Buenos Aires Martín de Álzaga, con el acuerdo de varios de los principales cabildantes, viajó a Montevideo y permaneció allí cerca de un mes, promoviendo la formación de una junta como primer paso para la creación de una junta suprema y la convocatoria a un congreso en Buenos Aires.
La llegada de un emisario de Bonaparte exacerbó el conflicto, poniéndose Elío en franca rebeldía y llegando a llamar traidor a Liniers. No obstante, el 21 de agosto se juró finalmente en Buenos Aires a Fernando VII, y el 2 de septiembre de 1808 se decretó por bando en Buenos Aires la guerra a Francia.

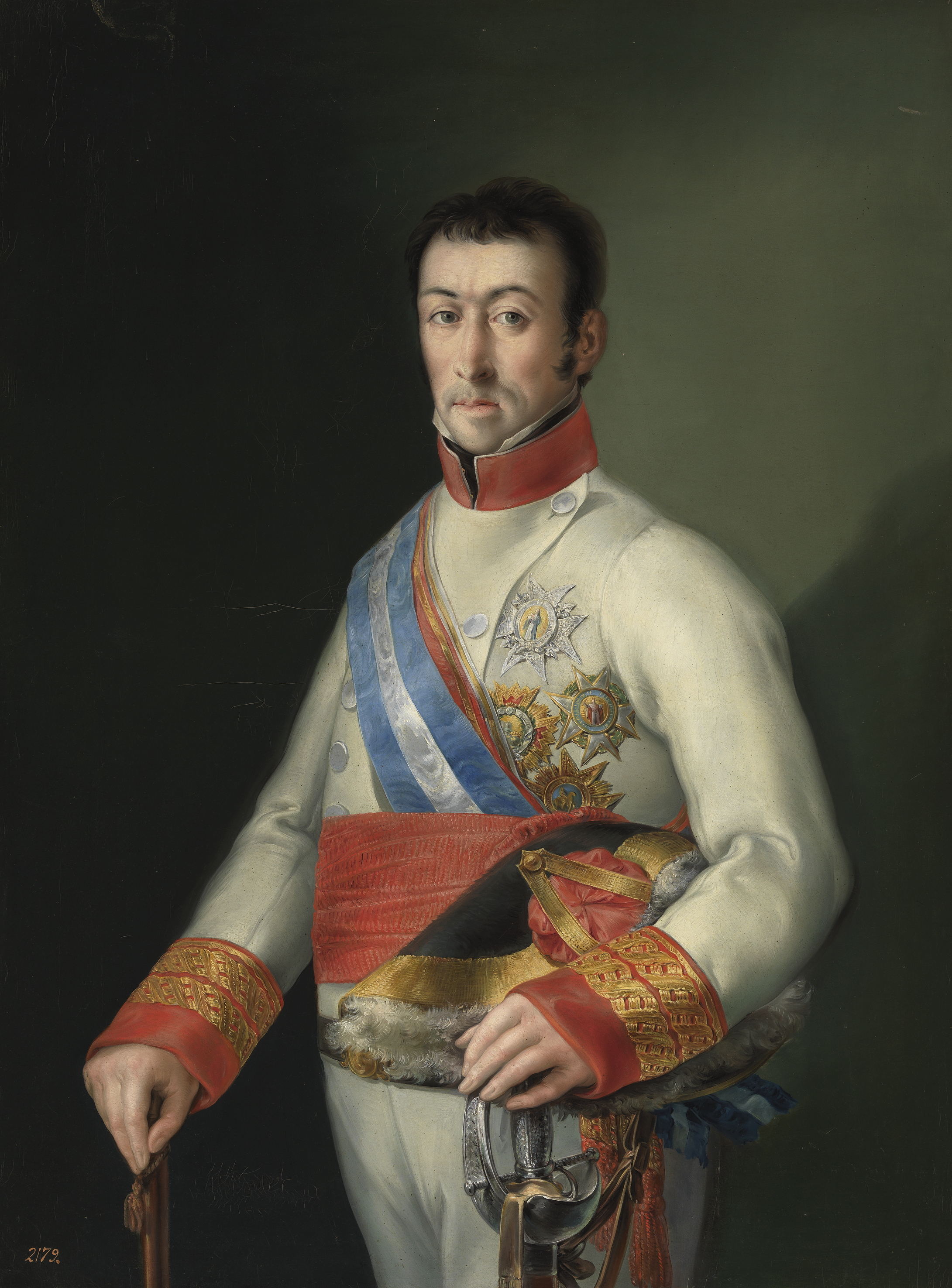
General Francisco Javier de Elío. Atribuido a Miguel Parra. (Museo del Prado).

El brigadier Goyeneche arribó a Montevideo munido de tres pliegos para sendas misiones reservadas, para usar según su interés. Se acreditó allí ante Francisco Javier de Elío como representante de la Junta de Sevilla, alentándolo en su propósito de independizarse de Buenos Aires y no reconocer la autoridad del virrey Liniers por ser de origen francés:"Cuando llegó a Montevideo aplaudió el celo del gobernador Elío y sus vecinos en haber formado una junta y manifestó que su venida se dirigía a promover el establecimiento de otras en las ciudades de aquel reino." Tras esto, Goyeneche pasó a Buenos Aires.
El 21 de septiembre de 1808 se produjo así el primer movimiento juntista en el Virreinato. En Montevideo un Cabildo abierto formó una Junta y nombró al gobernador Francisco Javier de Elío como su presidente, "llegando su osadía a tal extremo de circular órdenes seductivas a las provincias de este virreinato para que hiciesen lo mismo que ellos, que no han hecho caso de semejantes siniestras deliberaciones, todo con el fin de obligar a esta capital a que depusiera al señor virrey, pues así lo indicaron a este cabildo diciéndoles que solo levantando una junta con el nombre de Suprema obedecerían, lo que fue despreciado."
Una nota de la Real Audiencia de Buenos Aires del 27 de octubre de 1809 diría "..el fuego que encendió don Javier Elio en Montevideo se extendió a las provincias interiores del virreinato."

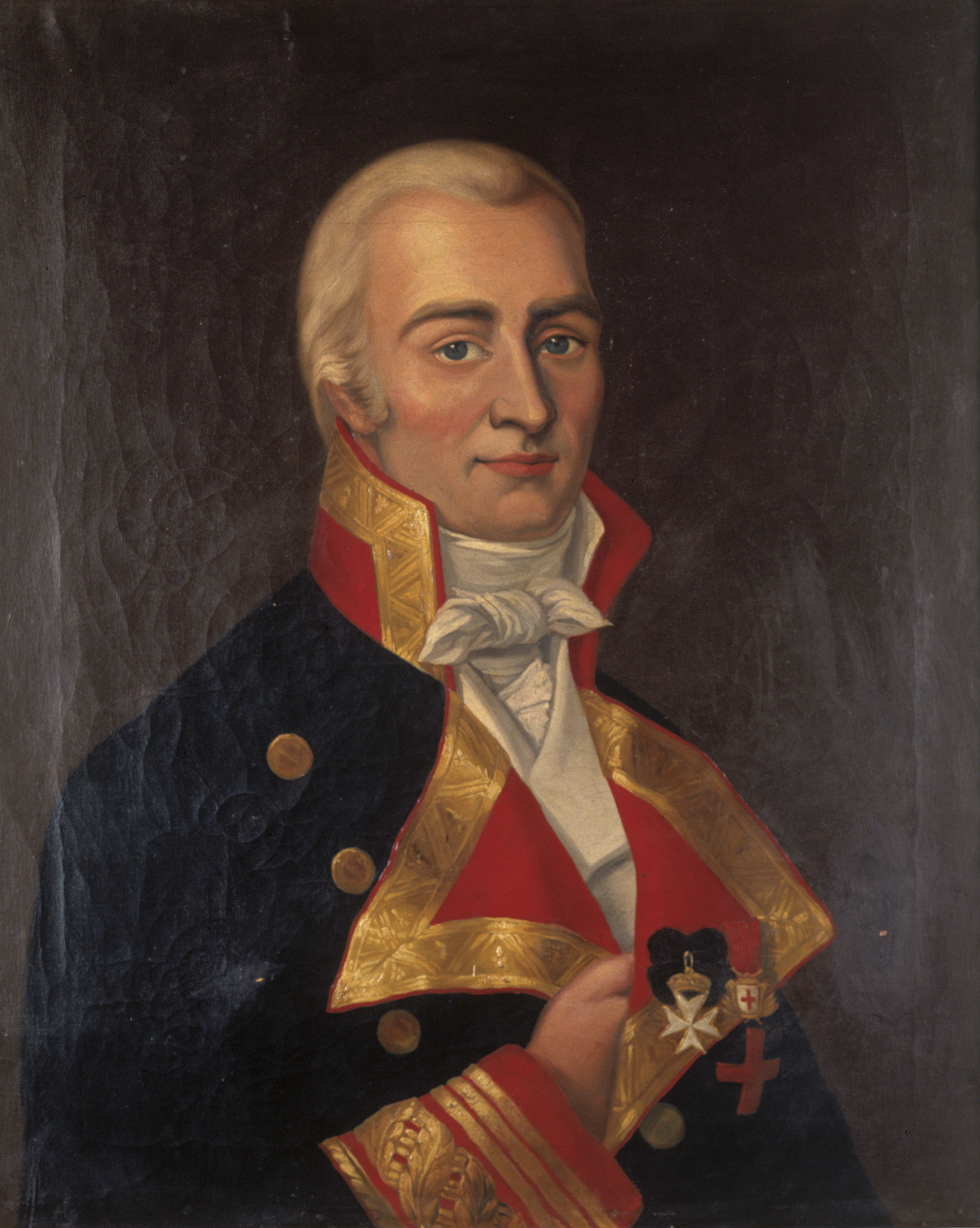
Santiago de Liniers y Bremond.

Llegado a Buenos Aires trató de hacer uso de las instrucciones que llevaba del rey José pero desconcertado por la fidelidad del Virrey Santiago de Liniers —nacido francés— empezó a proclamarse realista puro y partidario acérrimo de la causa de Fernando.
Buena parte de la población, al recibir noticias de que en España subsistía un gobierno, lo hizo propio más allá de su ilegitimidad.
Con el objeto de asegurar los fondos necesarios para proseguir su misión, Goyeneche no dudó en condenar ahora a Elío: "Trasladado a Buenos Aires fue diferente su lenguaje, y unido con Liniers y los oidores, de quienes esperaba caudales y créditos para proseguir su misión a Lima blasfemó de la conducta del jefe de Montevideo y lo caracterizó refractario." No obstante, tuvo tratos con Álzaga, a quien dejó entrever que el gobierno peninsular vería con agrado que se depusiera a todo gobierno americano sobre cuya lealtad pudiera haber dudas: "No por eso dejó de insinuarse privadamente con los individuos del Cabildo que ya se hallaban sumamente alarmados con los manejos de Liniers, que sería acertado y muy conformes a las ideas de la metrópoli se separasen en América los mandatarios sospechosos y se erigiesen unos gobiernos populares que vigilasen sobre la seguridad pública." Exactamente lo que Álzaga deseaba oír para seguir adelante con su plan, que desembocaría en la abortada revolución del 1 de enero del año siguiente.
Finalmente, el intrigante Goyeneche siguió hacia el Alto Perú, camino de Lima. Diría el Dean Gregorio Funes en su Ensayo histórico de la revolución de América: "Fue bonapartista en Madrid, federalista en Sevilla, en Montevideo aristócrata, en Buenos Aires realista puro y en el Perú tirano".

## Revolución en Chuquisaca

### Alto Perú

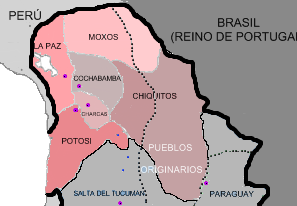
Charcas en 1783.

El territorio de Charcas, hoy Bolivia, estaba compuesto por cuatro intendencias o provincias y dos gobiernos políticos militares. Una de las provincias era la de Chuquisaca, en cuya capital Chuquisaca —llamada también La Plata o Charcas y hoy Sucre, 19°2′35″S 65°15′33″O / -19.04306, -65.25917— tenía su sede la Real Audiencia de Charcas.
La Intendencia de Chuquisaca contaba con los partidos de Yamparáez (16 "doctrinas" incluidas las parroquias de San Lorenzo y San Sebastián, sitas en los términos de la capital misma), Tomina (once pueblos), Pilaya y Paspaya (7 doctrinas), Oruro (4 pueblos), Paria (8) y Carangas (6).
Charcas formó parte del Virreinato del Perú hasta 1776. Por real cédula del 8 de agosto, al crearse el nuevo Virreinato del Río de la Plata, ese territorio pasó a ser parte integrante de este nuevo virreinato. La real ordenanza de 28 de enero de 1782 dispuso que la administración de lo concerniente a gobierno, guerra y policía estaba en manos de intendentes, con acuerdo último del virrey.
Así como la importancia de Potosí radicaba en la riqueza de su cerro, la de Chuquisaca giraba alrededor de la Audiencia y la Universidad Mayor Real y Pontificia San Francisco Xavier de Chuquisaca, la cual —reputada en la época como una de las mejores del mundo— atraía estudiantes de los Virreinatos de Lima y Buenos Aires, por lo que la ciudad era llamada la "Atenas americana".
En esa época tenía una población de alrededor de entre 14 000 y 18 000 habitantes, de los cuales alrededor de 800 eran estudiantes y 90 miembros graduados del Claustro.
Así, la actividad económica de la ciudad era sostenida por los sueldos de los oidores, empleados curiales y civiles, las costas de los procesos, la universidad, los asistentes a actos literarios y constitucionales, las rentas eclesiásticas, etc.
Desde hacía tiempo existían fuertes desavenencias entre el presidente de Charcas, Ramón García de León y Pizarro, y la Real Audiencia; y entre el arzobispo de Charcas Benito María Moxó y Francolí y el cabildo eclesiástico, producidas en buena medida por los celos y la ambición, que tomaban mayor envergadura por el estado de anarquía y desorden en que se hallaba España.
Unos y otros contendores invocaban el auxilio del pueblo para hacer triunfar sus miras: en uno de los pasquines que en 1808 circularon en Chuquisaca se pedía al pueblo el apoyo al clero oprimido, concluyéndose por exclamar "Viva! Viva la libertad!".

### Comienza el conflicto
Las noticias llegaron también al Alto Perú y, en acuerdos del 18 y el 23 de septiembre, la Real Audiencia de Charcas se opuso al reconocimiento de la Junta de Sevilla y de Goyeneche como legítimo comisionado "habiendo otras juntas provinciales independientes de la de Sevilla".
Las noticias de su entrevista con Carlota de Brasil despertaron alarma en la población. A mediados del siglo XVIII la provincia de Chiquitos, en los llanos al oriente de Chuquisaca, había sido alcanzada por las incursiones de bandeirantes brasileños, quienes habían secuestrado para esclavizar a la población aborigen, recuerdo que despertó suspicacias en la población de la ciudad.
El 24, el arzobispo de Charcas, Benito María Moxó y Francolí, mandó reconocer a la Junta de Sevilla y a su representante, Goyeneche, intimando al clero bajo pena de excomunión. El Real Acuerdo del 23 de septiembre trazó una línea entre los oidores por un lado y el Virrey, el Presidente Ramón García de León y Pizarro y el arzobispo Moxó y Francolí, en torno a la aceptación de la Junta de Sevilla.
A principios de noviembre Goyeneche fue recibido pomposamente, pero la Audiencia se mantuvo en su posición, lo que también desafiaba la autoridad del Virrey Liniers, que lo había aceptado. Goyeneche llegó a amenazar con hacer detener al regente, lo que motivó una manifestación pública. La presentación de los pliegos de la Infanta Carlota y el fallecimiento del oidor Antonio Boero —a resultas de las discusiones— empeoraron la situación: 

La Junta de Sevilla fue reconocida no solo sin contradicción, pero aún con alegría, y en todo el virreynato sólo un anciano y respetable magistrado, el Regente de Charcas, se atrevió a censurar la ligereza e impropiedad de este paso: su singular firmeza le costó muy cara pues murió de sofocación por los insultos que Goyeneche le hizo al pasar por esa ciudad.

### Interviene el Claustro
El presidente Pizarro elevó los pliegos de Carlota a la Universidad y Claustro de Doctores, pidiéndole su parecer. El Claustro —siguiendo la posición de su síndico, el Dr. Manuel de Zudáñez— no sólo rechazó los términos de la orden de la hermana de Fernando VII, sino que calificó en sus acuerdos de subversiva la comunicación de la Infanta: en efecto, habiéndose jurado a Fernando VII como rey de España y de las Indias, al desconocer ese derecho y afirmar que su padre fue obligado a ceder la corona a Fernando por una sublevación en Aranjuez, provocada con ese fin, no por cierto dejaba de ser traición.
Las principales observaciones del Claustro respecto de las "intenciones y miras irregulares e injustas de la Corte de Portugal contra los sagrados e inviolables derechos de nuestro Augusto Amo y Señor Natural, Fernando Séptimo" eran: 

Que reconociendo y jurando como único y legítimo monarca de España e Indias, al Señor Fernando Séptimo en virtud de la premeditada, legal y espontánea renuncia que a su favor hizo de la Corona el Señor Don Carlos, cuando en el Real sitio de Aranjuez a diecinueve de marzo del año próximo pasado de ochocientos ocho, lo que ningún español ni americano puede poner en duda sin ser visto y tratado como reo de alta traición".
Admira y asombra que la Señora Princesa del Brasil, Doña Carlota Joaquina en su citado manifiesto dirigido a estas provincias, atribuya renuncia tan solemne y autorizada, a una sublevación o tumulto suscitado en la Corte de Madrid para obligar al Señor Don Carlos Cuarto a abdicar la corona: proposición subversiva que excita la noble indignación y horror de los dignos vasallos de Fernando Séptimo.

Que la inicua retención de la sagrada persona de nuestro Augusto Fernando Séptimo en Francia, no impide el que sus vasallos de ambos hemisferios, reconozcan inflexiblemente a su soberana autoridad, adoren su persona, cumplan con la observancia de las leyes, obedezcan a las autoridades, tribunales y jefes respectivos que los gobiernan en paz y quietud, y sobre todo a la junta Central establecida últimamente que manda a nombre de Fernando Séptimo, sin que la América necesite que una potencia extranjera quiera tomar las riendas del Gobierno como la Señora Princesa Doña Carlota Joaquina, a pretexto de considerarse “suficientemente autorizada y obligada a ejercer las veces de su Augusto Padre Don Carlos Cuarto (que ya dejó de ser Rey) y Real Familia de España existentes en Europa”, expresiones de su manifiesto.

Respuesta de la Universidad de Chuquisaca, AHN Cons. Leg. 21392.85 f. 76.

La Universidad finalmente expresaba no sólo su opinión sino que se atrevía a ordenar la política a seguir: 

En cuya consecuencia reflexionando sobre los perniciosos efectos que puede acarrear en perjuicio de la soberanía y la tranquilidad pública el que circulen los citados papeles de la Señora Princesa del Brasil, acordaron, mandaron y ordenaron que no se conteste a dicha Señora Princesa Doña Carlota Joaquina.

El Claustro negaba también los derechos de la Infanta Carlota en razón de la Ley Sálica, sancionada en 1713 por Felipe V, que excluía a las mujeres de la sucesión. Al respecto, Benito María Moxó y Francolí y Pedro Vicente Cañete —oidor honorario y asesor del intendente de Potosí— aseguraban que la pragmática estaba derogada por la Pragmática Sanción de 1789, sancionada por las Cortes de Madrid, a pedido de Carlos IV. Si bien esto era cierto, ésta era oficialmente desconocida en la época —incluso en la Universidad— dado que en su momento Carlos IV había dado órdenes de que la resolución mantuviera un carácter reservado. Era ignorado incluso por la Junta Central, que —ante la afirmación en ese sentido del embajador portugués— debió asesorarse de la veracidad convocando a dos personas que habían participado como procuradores de dichas cortes.
Las afirmaciones de Moxó y Cañete, lejos de restar argumentos a la oposición, generaron más desconfianza, suponiéndose que la desconocida derogación que era sacada a la luz era sólo un pretexto para cohonestar la usurpación.
El acta final de la Universidad, redactada por el Dr.Jaime de Zudáñez, tras ser aprobada y firmada por todos los doctores, fue remitida por el rector al gobernador y directamente elevada al virrey. Liniers, viendo el uso de palabras como traición —y referidas nada menos que a la Infanta— ordenó que se borrasen y destruyesen, por lo que Pizarro dispuso que se le llevase el libro de actas y todo papel relacionado, y que el escribano de gobierno arrancase las hojas y las destruyese.
Durante su estadía en Chuquisaca, Goyeneche se entrevistó en varias ocasiones con Ramón García de León y Pizarro y con el arzobispo de Charcas, Benito María Moxó y Francolí. Ambos tenían previamente conflictos con los oidores de la Real Audiencia y con el cabildo eclesiástico, respectivamente.
Es imposible saber si en esas reuniones, siempre reservadas, se tramó la entrega del virreinato a la princesa Carlota, pero es probable que sólo se trató de la manera de que cada cual conservase su puesto en la espera del resultado de los acontecimientos en la Península, a juzgar por la conducta previa y ulterior de esos personajes.
Las diligencias de Goyeneche fueron cortas, pues la Real Audiencia y su presidente Ramón García de León y Pizarro reconocieron la autoridad de la Junta peninsular; y las comunicaciones de la infanta Carlota no pasaron de meras formalidades que se despacharon antes de que el plenipotenciario siguiera camino de Lima, en donde el virrey del Perú, José Fernando de Abascal, lo confirmó en el rango de brigadier y le concedió la presidencia provisoria de la Real Audiencia del Cuzco.

### Sucesos en Buenos Aires

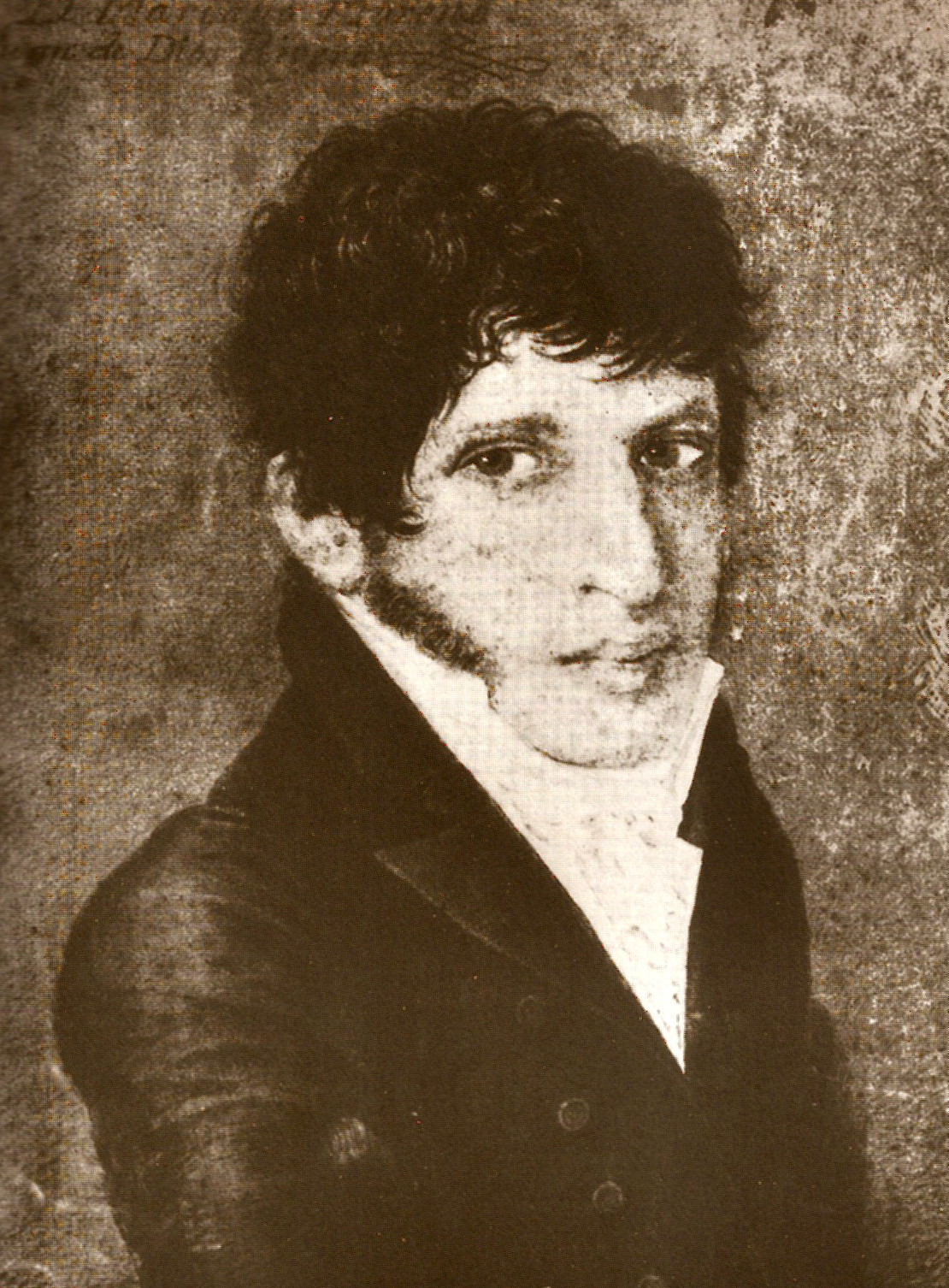
Mariano Moreno.

El 1 de enero de 1809, cuando debían asumir las nuevas autoridades del Cabildo de Buenos Aires, se produjo el levantamiento en Buenos Aires, conocido como la Asonada de Álzaga. Si bien la mayoría de sus partícipes eran españoles nativos, muchos criollos, como Mariano Moreno lo apoyaban. Parte de las milicias españolas apoyaban la rebelión: los tercios de gallegos, vizcaínos y miñones de Cataluña. Pero las milicias criollas —encabezadas por Cornelio Saavedra— y el tercio de andaluces sostuvieron a Liniers, con lo que el movimiento fracasó. Álzaga y los cabecillas fueron desterrados a Carmen de Patagones y los cuerpos militares sublevados fueron disueltos.
El tercer movimiento se daría en las provincias de "arriba", en el Alto Perú: en Charcas, el 25 de mayo; en La Paz el 16 de julio; y se propagaría a Quito el 10 de agosto, con la Instalación de la Primera Junta de Gobierno Autónoma de Quito tras el levantamiento de la Real Audiencia de Quito.
Los sucesos de Buenos Aires no eran ajenos a los de Chuquisaca. Por un lado, el asesor del intendente Pedro Vicente Cañete, odiado por los oidores propietarios escribió el 25 de enero la "Carta consultiva apologética" apoyando a Liniers.
De manera similar, los partidarios de Álzaga mantenían contactos con comerciantes del Alto Perú, especialmente de Potosí. Muchos de los estudiantes eran oriundos del Río de la Plata, y casi todos los graduados de la capital habían estudiado en Chuquisaca y se habían relacionado en mayor o menor medida con los círculos independentistas. Tal era el caso de Mariano Moreno, que era considerado por estos últimos como un verdadero comisionado.

### Mayo de 1809

#### Detención de Zudáñez
La revocatoria dispuesta por el virrey Liniers de la expulsión de Cañete acordada por la Audiencia y la difusión de un rumor de que el presidente Pizarro detendría a los oidores agravaron la situación.

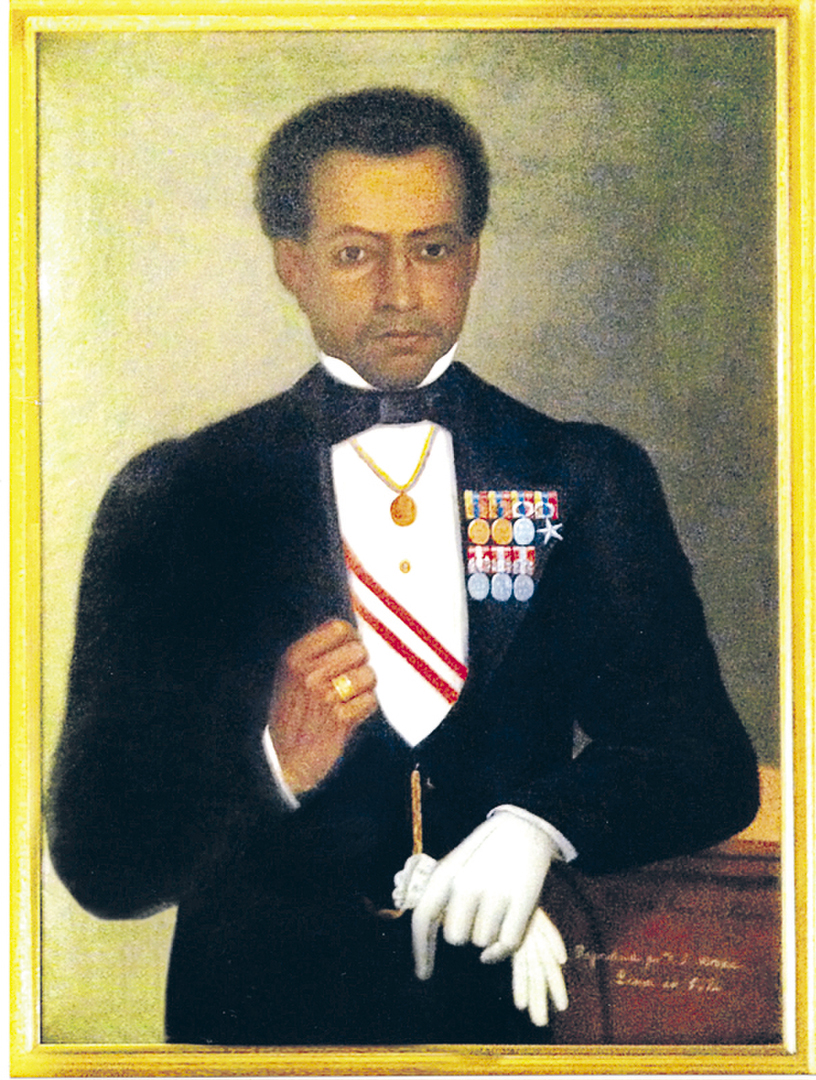
Bernardo Monteagudo.

Circulaban panfletos y pasquines anónimos, en ocasiones redactados en la misma Charcas. En su mayoría acusaban de "carlotismo" a los gobernantes, pero en algunos casos eran en mayor o menor medida revolucionarios. El principal que circuló esos días fue el célebre Diálogo entre Atahualpa y Fernando VII en los Campos Elíseos, escrito por el republicano Bernardo Monteagudo, graduado en el 1808, que cerraba con las palabras:

"Habitantes del Perú: si desnaturalizados e insensibles habéis mirado hasta el día con semblante tranquilo y sereno la desolación e infortunio de vuestra desgraciada patria, despertad ya del penoso letargo en que habéis estado sumergidos. Desaparezca la penosa y funesta noche de la usurpación, y amanezca luminoso y claro el día de la libertad. Quebrantad las terribles cadenas de la esclavitud y empezad a disfrutar de los deliciosos encantos de la independencia. Vuestra causa es justa, equitativos vuestros designios. Reuníos, pues, corred a dar ripio a la grande obra de vivir independientes."
Diálogo entre Atahualpa y Fernando VII en los Campos Elíseos.

El abogado y regidor del Cabildo Manuel Zudáñez el 16 de mayo persuadió al Cabildo de que era inminente su detención por lo que solicitaron a la Audiencia la protección de sus personas, la cual empezó a efectuar averiguaciones oficiales y planear la prisión del presidente García Pizarro
El 20 de mayo, Manuel de Zudáñez Ramírez, supo de la destrucción de las actas en que constaba la resolución del Claustro contra las pretensiones de Carlota y denunció de inmediato la actitud del Presidente. Lo sucedido decidió a los opositores a dar crédito definitivo a la posible entrega del poder a Carlota y representó un rompimiento de relaciones del gobernador con el Claustro, la Universidad, el Tribunal, el Cabildo y la opinión pública.
El 23 de mayo el presidente Ramón García de León y Pizarro empezó a disponer medidas para anticiparse a los acontecimientos solicitando al gobernador intendente de Potosí Francisco de Paula Sanz que movilizara sus tropas a Chuquisaca, pues:

(...) todas las señas son de que tratan de quitarme el mando (...) y desconocer la autoridad del gobierno superior.

#### Toma del Palacio
El 24 por la noche la Audiencia dispuso patrullas conducidas por los regidores para evitar detenciones, mientras preparaba un documento, redactado por López de Andreu, solicitando la renuncia del presidente. El 25 de mayo, el padre Félix Bonet, provincial de Santo Domingo junto al capitán Santiesteban previnieron a Pizarro sobre la conspiración y acuerdos secretos que se venían gestando días atrás.
Ramón García de León y Pizarro reforzó con 25 hombres la guardia del palacio, envió a su hijo Agapito a Potosí llevando una carta reservada para el gobernador Francisco de Paula Sanz y aproximadamente a las 15:00 convocó a los abogados Esteban Gascón y José Eugenio Portillo, a quienes les informó sobre la reunión nocturna que sostuvieron los oidores y donde se dispuso su suspensión. El Presidente requería el asesoramiento de los abogados para la detención de los oidores José Vicente Ussoz y José Vásquez de Ballesteros, del fiscal Miguel López Andreu, de los miembros del Cabildo Secular, Manuel de Zudáñez y Domingo Aníbarro y el abogado Jaime de Zudáñez, defensor de los pobres.
A las 6 de la tarde ordenó García de León y Pizarro la prisión de los conjurados, a cuyos efectos salieron seis comisionados acompañados de guardias. La noticia corrió rápidamente y los intimados se pusieron a buen recaudo en donde pudieron. Los oidores Váquez Ballesteros, Ussoz y Mozi y el fiscal Andreu no fueron hallados en sus domicilios, ya que estaban en una reunión en la casa del decano José de la Iglesia. Posteriormente, Vásquez Ballesteros se refugió en un rincón de esa casa, Ussoz y Mozi se trasladó al convento de San Felipe Neri y López Andreu huyó de la ciudad.
Así, solo se pudo detener a Jaime de Zudáñez, a quien una comisión dirigida por el oficial Pedro Usúa trasladó apuntando con sus armas al cuartel de veteranos. A pocos metros los seguía la hermana de Zudáñez que pedía a gritos auxilio para su hermano, con lo que se empezó a formar una multitud, razón por la cual Zudáñez fue trasladado a la cárcel de corte (llamada así por estar en el edificio que servía a la real audiencia y donde también vivía el presidente), frente a la cual se empezó a reunir la población que pidió a gritos la intervención del Arzobispo, quien se reunió con Ramón García de León y Pizarro.
Mientras la población apedreaba el edificio, Ramón García de León y Pizarro accedió a liberar a Jaime de Zudáñez, a quien por otra parte consideraba el menos importante de los conjurados, y le pidió que calme a la turba. Zudáñez salió junto con el arzobispo y el conde de San Javier y Casa Laredo por una puerta falsa, debido a que la pedrea continuaba, y al ser visto fue llevado en andas como un héroe.
Al conocerse la noticia de la detención de Zudáñez y al notarse la falta de otras personas a quienes se suponían detenidas, se movilizó un gran número de ciudadanos a la Plaza Mayor en tumulto. Destacaba Bernardo de Monteagudo y otros seguidores de los ideales republicanos quienes repetían el lema "¡Muera el mal gobierno, viva el Rey Fernando VII!" pidiendo la liberación de los presos y la renuncia de García de León y Pizarro.
Para convocar al pueblo se tocó a rebato las campanas de las iglesias principales: Juan Manuel Lemoine forzó sable en mano la resistencia de los frailes del Templo de San Francisco y consiguió acceder a su campana que tocó hasta rajarse, la cual es denominada por esa razón y desde entonces Campana de la Libertad, en tanto que el francés José Sivilat y un sirviente de Jaime de Zudáñez hicieron lo propio en la catedral. Al sonido de las campanas acudió aún más gente y Mariano Michel Mercado, trabuco en mano, envió a los jóvenes a tañer las campanas de las restantes iglesias.
Las gentes que el subdelegado de Yamparáez, el coronel Juan Antonio Álvarez de Arenales, había apostado a las afueras de la ciudad invadieron las calles, mientras los principales se reunían nuevamente en la casa de José de la Iglesia, donde se resolvió enviar una nota al presidente Ramón García de León y Pizarro exigiendo la entrega del armamento existente en su residencia.
El propio Arenales, el alcalde Antonio Paredes y el padre Polanco reclamaron del presidente la entrega de las armas y ante su negativa el oidor Ballesteros se hizo presente para acompañar la petición como única forma de sosegar el tumulto.

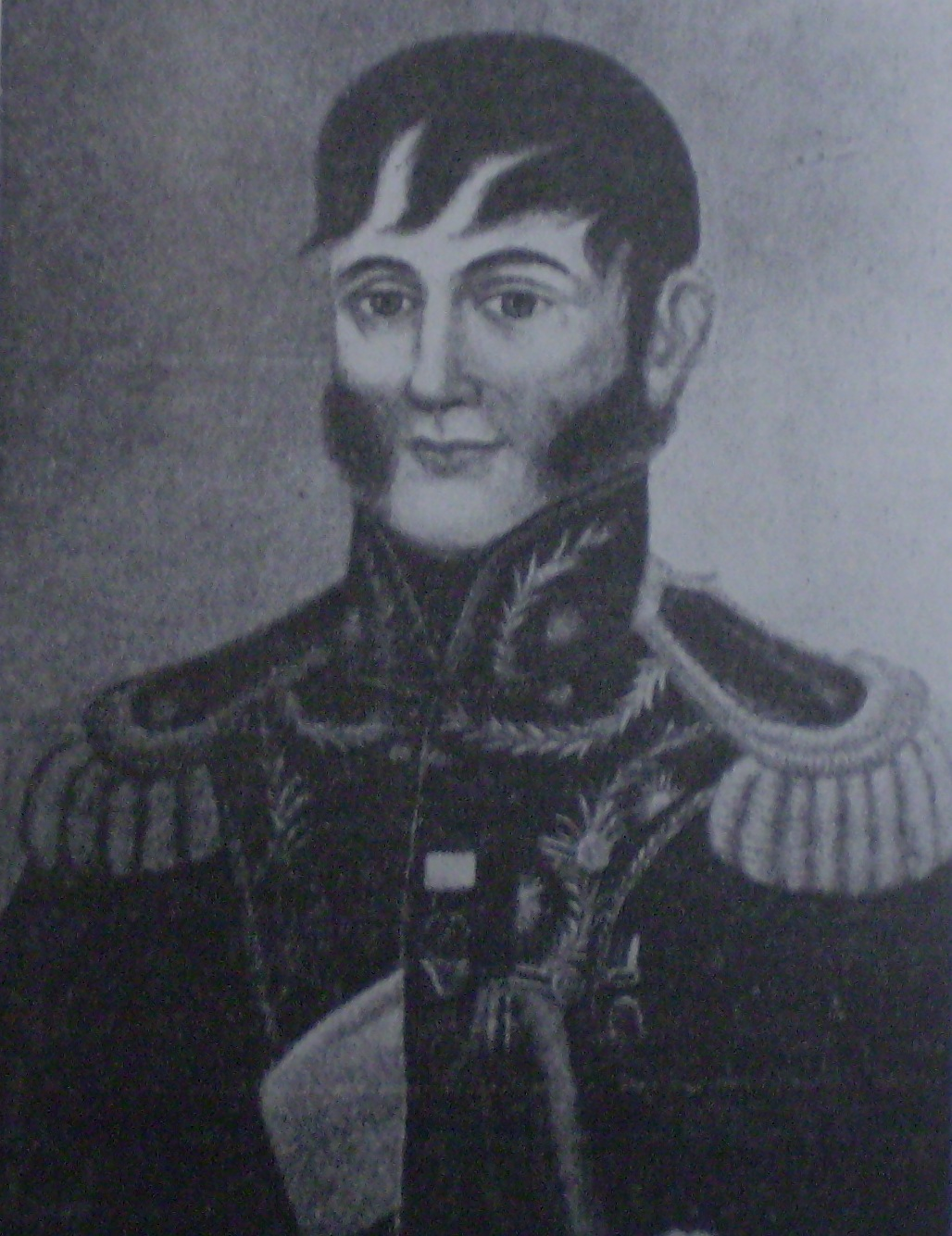
Juan Antonio Álvarez de Arenales.

La población amotinada en que se destacaban los Zudáñez y Lemoine, Malavía, Monteagudo, Toro, Miranda, Sivilat, etc, se iba cada vez excitando más, a lo que contribuía en muchos la situación y en otros el aguardiente que mezclado con pólvora se les iba repartiendo.
El presidente ordenó abrir la puerta principal y dejó sacar los cañones solicitados, pero iniciada la entrega de los fusiles los manifestantes invadieron el recinto del palacio de gobierno por lo que la guardia disparó al aire a lo que se respondió con artillería.
Los conjurados redactaron un mensaje al Presidente exigiéndole la entrega inmediata del mando político y militar. Ramón García de León y Pizarro rechazó y sugirió una reunión al día siguiente (26 de mayo), a fin de analizar el problema. Los oidores insistieron el pedido para evitar "funestos sucesos".
Ante una nueva negativa, se envió una tercera demanda, entretanto el pueblo logró derribar, con dos disparos de cañón, la puerta falsa de la residencia. Finalmente, en el momento en que los grupos ingresaban por la abertura, emergieron los mensajeros, exhibiendo el documento de renuncia. En ese momento eran las tres de la madrugada.
Sólo defendió a su presidente el marques Ramón García de León y Pizarro su guardia, dado que el oficial chuquisaqueño Manuel Yáñez, a cargo del cuartel, no dejó salir los soldados a la calle.
García de León y Pizarro se entregó a los oidores, y fue detenido en la Universidad. El 26 por la mañana la Audiencia asumía el poder como "Audiencia Gobernadora", nombrando a Álvarez de Arenales como comandante general y al decano de la Audiencia, José de la Iglesia como gobernador de Charcas. El presidente fue sometido a juicio por traición a la patria y la guarnición fue desarmada, pasando las armas al pueblo.
Solo se separó de sus funciones al presidente Ramón García de León y Pizarro y al comandante del batallón de milicias Ramón García.
Álvarez de Arenales organizó la defensa formando las milicias de Chuquisaca y Yamparáez con nueve compañías de infantería organizadas por los oficios de sus miembros:
I Infantería (al mando de Joaquín Lemoine), II Académicos (Manuel de Zudáñez), III Plateros (Juan Manuel Lemoine), IV Tejedores (Pedro Carbajal), V Sastres (Toribio Salinas), VI Sombrereros (Manuel de Entre Ambas Aguas), VII Zapateros (Miguel Monteagudo), VIII Pintores (Diego Ruiz) y IX Varios gremios (Manuel Corcuera). Se formaron además tres partidas de caballería ligera al mando de Manuel de Sotomayor, Mariano Guzmán y Nicolás de Larrazabal, un cuerpo de artillería al mando de Jaime de Zudáñez y un batallón de pardos y morenos.

#### En busca de apoyo
El 9 de julio el gobernador de Potosí, Francisco de Paula Sanz, recibió una comunicación del virrey Liniers fechada el 18 de junio de 1809:

(...) que en Salta, Tomina y esa Villa se apronten, y municiones en cada uno de estos Parages doscientos hombres de sus Milicias que al mando de Don Jose Francisco Tineo, Don Diego de Velasco, y Don Indalecio Gonzalez de Socasa, y unidos con las Compañías veteranas que existen en esa dicha Villa se pongan todas a disposición de V. Señoria interin que se remite Xefe que se haga cargo de la Precidencia de Charcas, para que reuniendo VSeñoria esta fuerza armada mantenga la tranquilidad y sociego interior de esas Provincias imponga el respeto de la Autoridad Real y sociegue qualesquiera alboroto publico que exista: o pueda sucitarse (...)
Carta del virrey Liniers al gobernador Paula Sanz del 18 de junio de 1809

En igual sentido a lo solicitado por Pizarro, ordenándole que reuniera una fuerza competente en Potosí para mantener el sosiego público y el respeto a las autoridades, ordenándole también que obedeciera a la Audiencia en lo que esta no contrariara al gobierno superior. Marchó Paula Sanz con tropas sobre Chuquisaca en auxilio del presidente pero al llegar a las inmediaciones de Chuquisaca la Audiencia le ordenó retroceder a Potosí con sus fuerzas, a lo que tras una conferencia accedió.

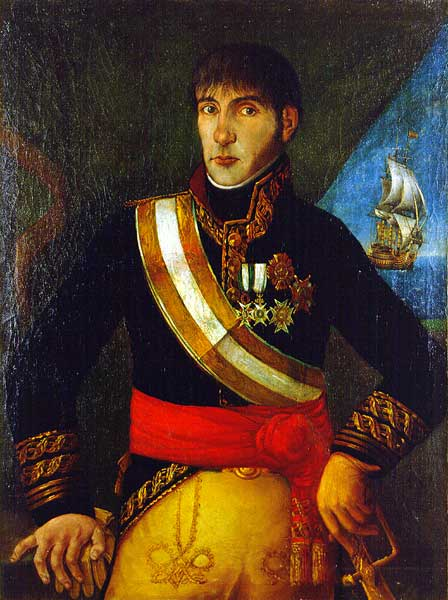
Baltasar Hidalgo de Cisneros.

Los juntistas buscaron y hallaron el apoyo de Elío en la Banda Oriental. En Colonia del Sacramento se encontraba el nuevo virrey Baltasar Hidalgo de Cisneros, quien aprobó en principio la conducta observada por la Audiencia de Charcas, ordenando al intendente de Potosí que cooperase en lo sucesivo.
Hasta el momento y tal como era percibido en aquella época al menos en el Río de la Plata e incluso por muchos de sus protagonistas, el movimiento de Chuquisaca no tenía por objeto la independencia sino que por el contrario era inspirado por una ciega adhesión a la causa del rey Fernando y rechazo al enemigo tradicional, Portugal, y la política de los carlotistas. No obstante muchos estudiantes y ciudadanos de Chuquisaca sí aspiraban a avanzar hacia la independencia, entre ellos Antonio Paredes, Mariano Michel, José Benito Alzérreca, José Manuel Mercado, Álvarez de Arenales, Manuel Victorio García Lanza y Monteagudo.
Con ese objeto disimulado se enviaron emisarios a distintas ciudades: supuestamente con el objeto de transmitir sus leales intenciones para con Fernando VII y llevar a cabo tareas encomendadas por la Audiencia tenían por misión fomentar los sentimientos independentistas entre los habitantes de otras ciudades.
Los comisionados conformaban una sociedad secreta, conocida como la Sociedad de Independientes.
A Cochabamba salieron primero Mariano "malaco" Michel y Tomás Alzérreca y luego José Benito Alzérreca y Justo María Pulido. A La Paz fueron enviados primero Gregorio Jiménez y Manuel Toro, pero fracasaron en su misión, por lo que se resolvió enviar a Michel con su hermano, el clérigo Juan Manuel Mercado, y con el Alcalde Provincial del Cuzco, Antonio Paredes. En Sicasica, en la ruta a La Paz, se les sumó el cura José Antonio Medina.
Paredes siguió después al Cuzco. Bernardo Monteagudo fue enviado a Potosí y Tupiza, con la misión de fomentar la sublevación, interceptar el correo realista entre Buenos Aires y Lima, y de triunfar el movimiento, proseguir a Buenos Aires. Joaquín Lemoine y Eustaquio Moldes partieron a Santa Cruz de la Sierra y como comisionado en San Salvador de Jujuy se contaba con Teodoro Sánchez de Bustamante, en Salta con José Mariano Serrano, en Tucumán con Mariano Sánchez de Loria y en Buenos Aires con el antiguo estudiante Mariano Moreno.

#### La Paz
Ocupaba el gobierno de la Paz interinamente (por la muerte del intendente Antonio Burgundo de Juan) el Dr. Tadeo Dávila, de quien se sospechaban simpatías revolucionarias, al igual que de su antecesor, por sucesos acaecidos en 1805.
Un cronista afirmaba:

"De estos maquinantes (los patriotas de la Paz) se componia en su mayor parte la tertulia del Sr Dávila, a quien llevaban repetidos chismes, calumniando sin miramiento a los más honrados vecinos, y haciéndole entender que estos hacian juntas para colocar en el mando al Sr Prada; y aunque nada de esto sucedia, esto era lo único que preocupaba al Sr Dávila."
"Los acontecimientos de Chuquisaca los miraban como modelo de lo que debia suceder en esta (la Paz); veian inmediatamente la llama, y el viento espeso y caldeado de la atmósfera incendiada les embarazaba la respiracion: solo al jefe nada le alteraba, nada se le podia decir, porque despreciándolo todo, nada resolvia."
"Acéfalo el pueblo de este modo, en nada encontraban los tramantes oposicion para su intento; seguian con empeño en sus juntas y se fermentaron con la llegada del emisario Dr.Mariano Michel, mandado por la Audiencia de Chuquisaca, con una real provision para prender a varios que se habian escapado en la noche del 26 de mayo."
Citado en Ramón Muñoz, La guerra de los 15 años en el Alto Perú.

Michel más allá de su misión oficial, promovía la revolución. Llevó a La Paz el documento titulado Proclama de la ciudad de La Plata a los valerosos habitantes de La Paz, que adquirió fama conocida como Proclama de la Junta Tuitiva de La Paz:

"Hasta aquí hemos tolerado una especie de destierro en el seno de nuestra Patria. Hemos visto con indiferencia por más de tres siglos sometida nuestra primitiva libertad al despotismo y la tiranía de un usurpador injusto que degradándonos de la especie humana, nos ha reputado por salvajes y mirado como esclavos; hemos guardado un silencio bastante análogo a la estupidez que se nos atribuye por el inculto español"
"Ya es tiempo, pues, de sacudir yugo de tan funesto a nuestra felicidad, como favorable al orgullo nacional del español; ya es tiempo de organizar un nuevo sistema de gobierno fundado en los intereses de nuestra Patria, altamente deprimida por la política de Madrid; ya es tiempo, en fin, de levantar el estandarte de la libertad en estas desgraciadas colonias, adquiridas sin el menor título y conservadas con la mayor injusticia y tiranía."
"Valerosos habitantes de La Paz y de todo el imperio del Perú relevad vuestros proyectos por la ejecución; aprovechaos de las circunstancias en que estamos; no miréis con desdén la felicidad de nuestro suelo; no perdáis jamás de vista la unión que debe reinar en todos para ser en adelante felices como desgraciados hasta el presente"
Facsímile de la Proclama de la ciudad de La Plata a los valerosos habitantes de La Paz, según un testimonio judicial coetáneo (1809, Archivo General de la Nación Argentina), en Revista Expresión, edición especial Nº 11 y 12; junio de 2008. Publicación de la Universidad Mayor Real y Pontificia de San Francisco Xavier de Chuquisaca (Sucre, Bolivia)

La misión fue un éxito, y después de un mes Michel regresó a Chuquisaca. El 12 de julio los independentistas se reunieron en la casa de Juan Antonio Figueroa y acordaron dar el golpe definitivo el 16 de julio, aprovechando la circunstancia de que se licenciaría la tropa después de la procesión del Cármen que es en Bolivia una de las más solemnes. Fueron de cualquier manera comisionados Mariano Graneros y Melchor Jiménez para sondear la actitud de los soldados del batallón.
Los principales conjurados eran Pedro Domingo Murillo, Melchor Giménez (alias "el pichitanga"), Mariano Graneros (alias el "chaya-tegeta") y Juan Pedro de Indaburu. En la fecha prevista el batallón de milicias al mando de su segundo jefe Juan Pedro de Indaburu copó el cuartel de veteranos mientras la población se volcaba a la plaza. El gobernador Dávila fue arrestado por los revolucionarios y un Cabildo abierto reunido esa misma noche lo depuso del mando al igual que al obispo Remigio de la Santa y Ortega, a los alcaldes ordinarios, a los subdelegados y a todos los empleados públicos constituidos por el rey. Abolió todas las deudas contraídas a favor del fisco hasta ese día, y en la mañana del 20 se mandó quemar los documentos y papeles relativos a ellas en la plaza mayor a la vista de todos.
Pidió y obtuvo el pueblo la renuncia del prelado así como la del gobernador Dávila, proclamando a Murillo para jefe de las armas, cargo en que fue reconocido por disposición del Cabildo. Este accidente, que defraudaba en cierto modo las esperanzas de Indaburo, trajo como se verá más tarde fatales consecuencias y fue el origen de desastrosos sucesos.
Se formó una junta de gobierno independentista denominada Junta Tuitiva, presidida por el coronel Pedro Domingo Murillo, nombrándose Secretario a Sebastián Aparicio, Escribano a Juan Manuel Cáceres y como vocales al Gregorio García Lanza, Melchor León de la Barra (cura de Caquiavire), José Antonio Medina (tucumano, cura de Sicasica), presbítero Juan Manuel Mercado (chuquisaqueño), Juan Basilio Catácora y Juan de la Cruz Monje y Ortega.
Se nombraron después otros vocales suplentes o ciudadanos agregados: Sebastián Arrieta (tesorero), Dr. Antonio de Avila (abogado), Francisco Diego Palacios y José María Santos Rubio (comerciantes), Buenaventura Bueno (maestro de latín) y Francisco X. Iturres Patiño (sochantre).
Murillo fue elevado al rango de coronel y jefe militar de la provincia e Indaburo al de teniente coronel, segundo de aquel. Esta decisión se basaba por un lado en la popularidad de Murillo pero también por desconfianza hacia Indaburo, considerado un hombre ambicioso, dominante e impetuoso.

#### Potosí
Mientras el movimiento hallaba eco y radicalización en La Paz, en Potosí Francisco de Paula Sanz actuó con rapidez y decisión. Tras desconocer a la Audiencia de Charcas y a la Junta Tuitiva de La Paz, acuarteló al batallón de milicias al mando del coronel Indalecio González de Socasa y separó a los oficiales americanos para reemplazarlos con europeos.
Como los jefes del batallón de Azogeros se manifestaron a favor de lo sucedido en Chuquisaca, Sanz mandó también prender al coronel Pedro Antonio Ascarate y al teniente coronel Diego de Barrenechea. También hizo detener al alférez real Joaquín de la Quintana, al ensayador del Banco Salvador Matos, a cuatro hermanos de apellido Nogales y al escribano Toro entre otros ciudadanos.
Mientras adoptaba esas medidas, Sanz pidió auxilios al virrey del Perú José Fernando de Abascal y Sousa, más tarde marqués de la Concordia. Abascal temía que el movimiento revolucionario que alcanzaba sus fronteras se propagase a las provincias de Puno, Arequipa y Cuzco, donde aún se recordaba el levantamiento de Túpac Amaru II por lo que resolvió no esperar una definición de Buenos Aires e iniciar de inmediato el levantamiento de un ejército y la represión de la rebelión. A ese efecto nombró al presidente de la Real Audiencia del Cuzco, José Manuel de Goyeneche, como general en jefe del ejército expedicionario, ordenando al coronel Juan Ramírez, gobernador de Puno, que se pusiese a sus órdenes con las tropas de su mando, disponiendo otro tanto respecto de las de Arequipa. Mientras disponía la movilización, para cubrir las formalidades de lo que era en los hechos la invasión de otra jurisdicción sin atribuciones algunas, ordenaba a Goyeneche ofrecer sus tropas al nuevo virrey del Río de la Plata Baltasar Hidalgo de Cisneros, quien las aceptó el 21 de septiembre.

#### La represión
José Manuel de Goyeneche de buen grado se apresuró a aceptar la comisión que se le confiaba y se puso inmediatamente en marcha para el río Desaguadero, línea divisoria de ambos virreinatos. Las tropas que Goyeneche traía para combatir la insurrección de La Paz consistían en 5000 hombres bien armados y municionados de Cuzco, Arequipa y Puno, en tanto que los revolucionarios solo contaban 800 malísimos fusiles y 11 piezas de artillería en no mejor estado.
Ante la amenaza, el 12 de septiembre el Cabildo de La Paz resolvió a instancias de los patriotas José Gabriel Castro, Landaeta, Cossío, Arias, y Ordóñez declarar la guerra a la provincia de Puno y ordenar al sargento mayor Juan Bautista Sagárnaga avanzar hacia el Desaguadero. El 24 de septiembre partió la expedición mientras que en la ciudad permanecieron sólo diez compañías.
Cuando la vanguardia de Goyeneche a las órdenes del coronel Fermín Piérola con cien hombres y dos piezas de artillería llegó al puente del Desaguadero, este ya estaba ocupado por una pequeña fuerza de los revolucionarios de La Paz que, inexpertos y mal armados, no pudieron resistir a la artillería enemiga y se replegaron sobre La Paz, abandonando el punto a los invasores.
Hasta mediados de octubre se ocupó Goyeneche en disciplinar su ejército estableciendo su campamento general en Zepita de donde se movió recién el día 13 del mismo mes con dirección a La Paz.
Un cronista realista relata:

"Goyeneche antes de atacar hizo proposiciones pacíficas que fueron rechazadas con altanería."
"Los más comprometidos se empeñaban siempre en sostener que el alboroto del 16 de julio era el resultado de la fidelidad, del celo y del honor de aquella población, movida por la desconfianza que le inspiraba la secreta inteligencia que se suponia advertida entre la corte del Janeiro y los jefes superiores del virreynato de Buenos Aires. Tal era el sentido en que el mismo ayuntamiento de La Paz había escrito al marques de la Concordia, asegurándole además tener a la vista irrefragables justificaciones de la reunión de tropas portuguesas en los límites de Matto Grosso y otros puntos de la frontera de Mojos, de la existencia del infante don Antonio en clase de incognito en la ciudad de Buenos Aires, de la detención de la fragata española Prueba, de los insultos hechos a la persona de Pascual Ruiz Huidobro, y de la repetición de expresos desde el Brasil a la capital del Virreynato"
García Cambá, Memoria para la historia de las armas españolas en América.

En Buenos Aires "Cuando llegó a Buenos Aires en el mes de junio la noticia del primer movimiento de la ciudad de la Plata...Liniers...se pronunció contra aquel movimiento clasificándolo como un atentado escandaloso en el parte que dirigió a la Corte de España el 10 de julio siguiente" No obstante, Liniers suspendió el envío de tropas en razón de tener noticias de que había arribado a Montevideo su sucesor, el nuevo virrey enviado por la Junta Central, Cisneros. Este, desconfiando de Liniers y del partido criollo, recién pasó a Buenos Aires el 29 de julio y se movió con suma morosidad.
Cisneros puso al mando del cuerpo expedicionario al mariscal Vicente Nieto, y como su segundo al capitán de fragata José de Córdoba y Rojas.
La expedición estuvo en condiciones de marchar a mediados del mes de agosto, pero el 11 de septiembre se efectuó una importante reforma de las milicias apuntando a reducir el fuerte déficit y a debilitar las fuerzas criollas (principalmente Patricios y húsares) y pocos días después, el 24 de septiembre de 1809, "con motivo de haber la ciudad de La Paz, en el Perú, provincia dependiente de este Virreinato, formado una Junta suprema, titulada Junta tuitiva del Alto Perú, negándose a obedecer a esta superioridad" salieron las primeras tropas, una compañía de infantería y otra de dragones veteranos.
Recién el 4 de octubre de 1809 salió el contingente principal al mando del mariscal Vicente Nieto, designado nuevo presidente de la Audiencia de Charcas:

"El mariscal inspeccionó su ejército en la plaza Mayor de la capital, compuesto de dos compañías de patricios, una de arribeños, una de montañeses y otra de andaluces, un piquete de marinos y tres piquetes de veteranos del fijo, artilleros y húsares del rey, integrando una fuerza de 400 a 500 hombres, con facultad de aumentarla en los pueblos del tránsito...puso en movimiento sus fuerzas en tres divisiones que salieron de la capital con intervalos de varios dias marchando él mismo a la vanguardia."
Ignacio Núñez, Noticias históricas de la República Argentina, en Biblioteca de Mayo, página 402.

Pero la lentitud en sus decisiones dejó la represión en manos de Goyeneche: 

"No fue mala la disposición tomada por Cisneros ni la elección de Vicente Nieto, a fin de apaciguar las innovaciones de La Paz, Alto Perú, mala fue la calma de Cisneros, que nombrado a fines de febrero recien a principio de julio llegó a Montevideo y perdió todo el mes en esa ciudad y la Colonia a cautelas, asi que lo mandó tarde, cuando el travieso Goyeneche se había adelantado explotando, como aventurero los miedos de Abascal que echó mano de él, quien ensangrentó farsaica (sic) y brutalmente sin título para entrometerse en una jurisdicción y dominio del todo separados, su propio país o patria, si la tienen bribones sin el decoro siquiera aparente, como él dejó ver en Madrid, Sevilla, Montevideo, Buenos Aires, por todo donde habia aparecido haciendo roncha."
Domingo Matheu, Autobiografía, inciso 126, en Biblioteca de Mayo, página 2285/6.

Para aquel entonces ante la presión de Goyeneche la Junta Tuitiva de La Paz se había disuelto confiriendo a su Presidente Murillo el mando político y militar. Murillo contaba sólo con unos mil hombres y para evitar deserciones se situó con el grueso a las afueras, en la localidad de Chacaltaya en los Altos de La Paz, dejando a Indaburu con una compañía en la ciudad. El 18 de octubre Indaburu, puesto de acuerdo con un emisario de Goyeneche, traicionó el movimiento. Detuvo a los dirigentes revolucionarios que permanecían en la ciudad, entre ellos a los patriotas Jiménez, Medina, Orrantia, Cossío, Rodríguez, Iriarte y Zegarra, y al día siguiente alcanzó a ejecutar a Pedro Rodríguez, condenado por un consejo compuesto por el alcalde Diez de Medina, el edecán de Goyeneche Miguel Carrazas, Indaburo y el asesor Baltasar Aquiza.
José Gabriel Castro, quien había permanecido en los Altos, recibió las noticias de la traición por José Manuel Bravo y tras reunir rápidamente una fuerza de 250 hombres, descendió sobre la ciudad, atacó la trinchera de la calle del Comercio donde se concentraba la resistencia y dio muerte a Indaburo.
Las divisiones y enfrentamientos entre los rebeldes les restaron las escasas posibilidades de resistencia con que contaban:

"Sus autores, por más bien intencionados que fueron al cometer tan peligrosa empresa, se dividieron de intereses, y ocuparon el tiempo, que debían emplear en la organización de fuerzas para llevarla adelante, y hacerla abrazar en los pueblos limítrofes, en otras discusiones mezquinas, que la hicieron abortar miserablemente. En La Paz éstas tomaron un carácter tan sangriento y feroz, que los varios caudillos que alternativamente se disputaron el mando, lo hicieron a viva fuerza y por medio de combates intestinos, en que al mismo tiempo se desmoralizaron enteramente y se debilitaron para resistir con alguna probabilidad las fuerzas que ya se apresuraban aceleradamente para batirlos."
Dámaso de Uriburu, Memorias 1794-1857, en Biblioteca de Mayo, página 632/3.

El 24 de octubre de 1809 salió una división revolucionaria a Chulumani, en las Yungas, compuesta de cincuenta hombres armados y dos mil indios conducidos por el protector de naturales Francisco Pozo y al mando de Apolinar Jaén.
En La Paz, Goyeneche finalmente atacó a las desorganizadas fuerzas de Murillo, a las que derrotó y dispersó con facilidad el 25 de octubre en los Altos de Chacaltaya. En esas mismas fechas las tropas de Jaén fueron vencidas en Chicaloma (16°27′0″S 67°29′0″O / -16.45000, -67.48333) luego de una larga lucha, retirándose nuevamente a Chulumani el 26 de octubre.
Una división rebelde al mando de Manuel Victorio García Lanza, José Gabriel Castro, Mariano Graneros y Sagárnaga entre otros patriotas, se dirigió tras la dispersión de Chacaltaya a las Yungas con el objetivo de sublevar a los indígenas. Castro se hizo fuerte en Coroico, Sagárnaga en Pacollo y Lanza en Chulumani. Goyeneche envió tras ellos el 30 de octubre a su primo el coronel Domingo Tristán con una fuerza de 550 hombres que convergieron sobre Irupana (16°28′0″S 67°28′0″O / -16.46667, -67.46667) y el 14 de noviembre otra de 300 hombres al mando de Narciso Basagoitia a la vecina Chulumani.
El 11 de noviembre Tristán atacó con la cooperación de La Santa, el depuesto obispo de La Paz, que incluso convirtió en soldados a algunos curas, y venció a los patriotas en el Combate de Irupana (16°28′0″S 67°28′0″O / -16.46667, -67.46667), matando a los líderes.
Al tener noticias los revolucionarios de Chuquisaca del fin desastroso de los de La Paz pusieron en libertad a Pizarro y reconocieron la autoridad del nuevo presidente de Charcas, Nieto, que se hallaba en Tupiza.

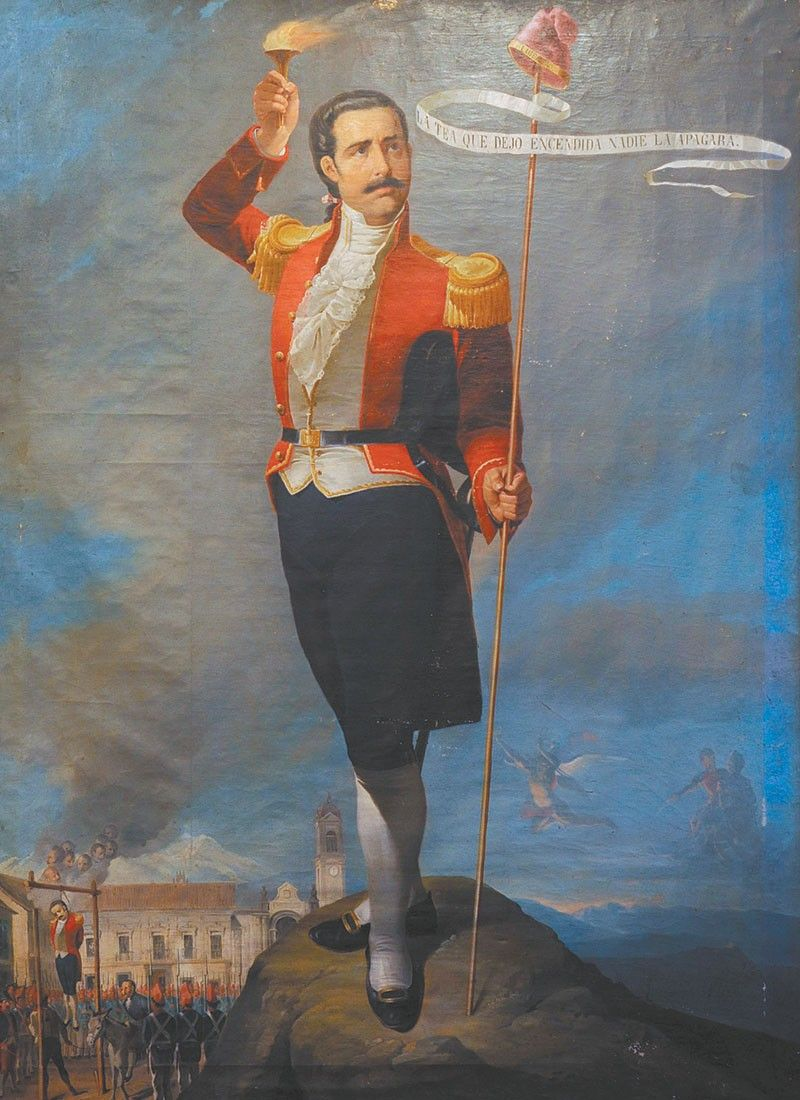
Ejecución de Pedro Murillo.

El 14 de diciembre llegaron las tropas de Buenos Aires a Potosí, donde recibieron la noticia del sometimiento de la Real Audiencia de Charcas.
Nieto salió el 17 en compañía del arzobispo Moxó que fue en su alcance y entró en Chuiquisaca el 21. Sus tropas habían entrado días antes.
El 10 de febrero habiendo recibido el correo de La Paz, mandó Nieto prender y poner incomunicados a todos los oidores de la Real Audiencia, a Juan Antonio Fernández, Joaquín Lemoine, Juan Antonio Álvarez de Arenales, Domingo Aníbarro, Ángel Gutiérrez, Dr. Ángel Mariano Toro, a los dos Zudáñez (Manuel murió en prisión), Antonio Amaya, Dr. Bernardo Monteagudo, a los franceses Marcos Miranda y José Sivilat y a otros más que pudieron evadirse.
Después de haber sido sometidos a una rigurosa prisión fueron en su mayor parte desterrados y remitidos a Lima en calidad de presos. Fueron confinados a diferentes puntos los ministros de la audiencia, a excepción del Conde de San Javier y Casa Laredo y del oidor Monte Blanco, y remitidos a Lima el asesor Bonard y el comandante Arenales.
Para el destierro se tuvo en cuenta el origen y destino: "(Goyeneche) designó los paceños a Buenos Aires, porque sus relaciones con esta ciudad eran remotas, el segundo (Nieto) los chuquisaqueños a Lima, porque éstos encontrarían en Buenos Aires muchos compañeros de estudios."
Muchos se salvaron "comprando unos y otros la gracia de la vida con donaciones de considerables sumas en alhajas y en dinero".
De esta manera terminó la revolución patriótica de 1809 con el sacrificio de muchos americanos y el destierro de otros, más de 30, condenados a los presidios de Boca Chica (Cartajena), Filipinas y Morro de la Habana.
El 29 de enero de 1810 fueron ejecutados entre otros Murillo, Mariano Graneros, Juan Bautista Sagárnaga y García Lanza.

### Mayo de 1810
En Buenos Aires, teniendo en cuenta las medidas conciliadoras de Cisneros para los implicados en la revuelta juntista del 1 de enero de 1809 que culminaron el 22 de septiembre con una completa amnistía, se suponía que tomaría disposiciones similares en el Alto Perú:"Todo lo de Buenos Aires esta zanjado...los presos del día 1 están libres y todos somos amigos, y lo mismo se hara con los del Perú...las medias bullas de La Paz y Chuquisaca están aquietadas, si pudiera hablar, diría lo que causa esas bullas, pero de lejos."

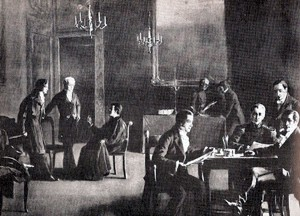
Primera Junta.

Al conocerse las noticias de la represión la reacción fue profundamente negativa en todos los partidos y, de haber sido adoptada esa conducta por Cisneros con el fin de intimidar y fortalecer su autoridad, resultó contraproducente:

"A fines de enero empiezan a venir noticias vagas de la pacificacion de La Paz y Chuquisaca; pero todos los que no están predispuestos por un espíritu personal creen que ha debido tratárselos como a los de esta ciudad en 1° de enero de 1809 y que tanto el virrey Cisneros como Nieto han procedido incautamente dejando aquellas posesiones a los amaños de Goyeneche y Abascal, faltando al celo que debía animarlos por la invasión de su autoridad y las sospechas que ya se habian comprobado de la bellaquería del primero; luego mediados de marzo ya fue una verdad su criminal y dementada pacificación a sangre con proceso y sentencia de enero 29 a febrero 10, 1810, que sólo un malvado podía parodiar, y todo fue aprobado por el virrey Cisneros; como una violación bárbara e inmotivada...conmueve todas las conciencias"
Matheu, Autobiografía, inciso 129, en Biblioteca de Mayo, página 2286/7.

Manuel Moreno afirmó en igual sentido que "Semejantes actos de barbarie hicieron odiosa la autoridad de Cisneros y no tardaron en convertir en desprecio la frialdad de los habitantes con respecto a un jefe sin apoyo. Los eventos desgraciados de la metrópoli vinieron a precipitar la conclusión de la escena". En efecto, al conocerse la caída de Sevilla y la disolución de la Junta Central, en Cabildo abierto del 22 de mayo se suspendió a Cisneros y el 23 se formaba una junta presidida por el antiguo virrey. De corta duración, permitió que Cisneros (firmando como virrey y no como presidente para que su orden fuera obedecida), presión mediante, conmutara el exilio dispuesto para el cura Medina. El 25 de mayo de 1810 se formó una nueva junta sin Cisneros, la primera presidida por un americano.
Por correo que llegó a Chuquisaca el 23 de junio supieron Nieto y Sanz la destitución de Cisneros. Se pusieron a las órdenes del Virrey del Perú, calificaron a Buenos Aires de insurgente y pidieron auxilios. El 26 por la mañana se desarmaron las tropas de los cuerpos de patricios y arribeños de Buenos Aires y sus tropas fueron "quintadas", esto es, se sorteó uno de cada cinco y a los que les cupo el número, entre cincuenta a sesenta hombres, fueron remitidos con esposas en las manos y caminando a Potosí, donde Paula Sanz los envió al trabajo de socavón de las minas del cerro de Potosí, donde murió más de una tercera parte en menos de tres meses. En la noche del 25 los soldados habían brindado por Cornelio Saavedra al saber que presidía la junta pero sin saber si era legal o no.
Ante las novedades, Nieto puso en libertad a Fernández, Aníbarro, Gutiérrez, Toro y Amaya y confinó a los oidores a las provincias de Perú a su elección y a los demás incluyendo al Dr.Pedro José Rivera detenido en Oruro, los despachó a Lima a disposición de Abascal, quien los derivó al presidio de Casas Matas, de donde salieron por decreto de amnistía de las Cortes de Cádiz del 15 de octubre de 1810.
Con sus tropas y cuatro compañías de Potosí al mando del coronel González Socasa, Nieto se dirigió a Santiago de Cotagaita, unos 400 km al norte de San Salvador de Jujuy, donde hizo levantar trincheras a lo ancho de la quebrada y abrir fosos al frente del río, mientras Abascal enviaba los cuerpos del Fijo o Real de Lima, organizaba otros en sus provincias y dirigía proclamas a los pueblos del Alto Perú, incluso una en que manifestaba que los americanos habían nacido para ser esclavos, palabras que sólo sirvieron para dar impulso a la revolución.
El destino de los revolucionarios de Buenos Aires en manos de Nieto de vencer este no iba a ser diferente a los paceños. Tras haber "quintado" a los patricios, de lo que se lisonjeaba públicamente, manifestaba en carta a Montevideo del 26 de julio: "Mandaré como general en jefe todo el ejército, llevando en sus divisiones jefes de mi satisfacción, como lo es el Sr. brigadier José Manuel de Goyeneche, acostumbrado a corregir empeñosamente iguales crímenes".
Y seguidamente:"Tomado Santa Fe, que ha de ser una de mis principales miras, queda Buenos Aires..., se les estrechará más o menos para que entre en sus deberes, sin olvidar el castigo a los autores de tantos males: tengo en mi poder varios oficios de la revolucionaria Junta a los que no he dado el uso que correspondía, porque espero tener la satisfacción de hacérselos comer en iguales proporciones a los sucios y viles insurgentes que me los han remitido..."

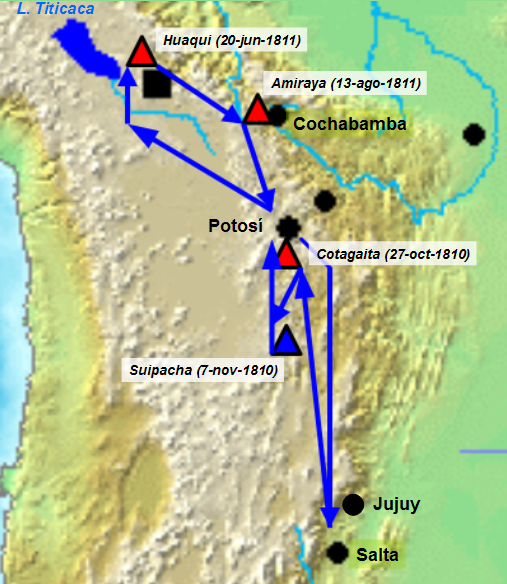
Primera campaña al Alto Perú (1810-1811).

Mientras, el Ejército del Norte o Ejército del Perú, avanzaba con rapidez en su "Primera expedición auxiliadora al Alto Perú".
Al conocerse el avance patriota empezaron a estallar nuevos movimientos que adherían a la Junta de Buenos Aires. El 14 de septiembre de 1810 se produjo la revolución de Cochabamba, el 24 de septiembre se formó junta en la ciudad de Santa Cruz de la Sierra, de la que participaron Juan Manuel Lemoine y el enviado de la Primera Junta de Buenos Aires, Eustaquio Moldes, el 6 de octubre se pronunció también Oruro y el 14 de octubre tras la victoria rebelde en la Batalla de Aroma se cerraba el cerco en la retaguardia realista.

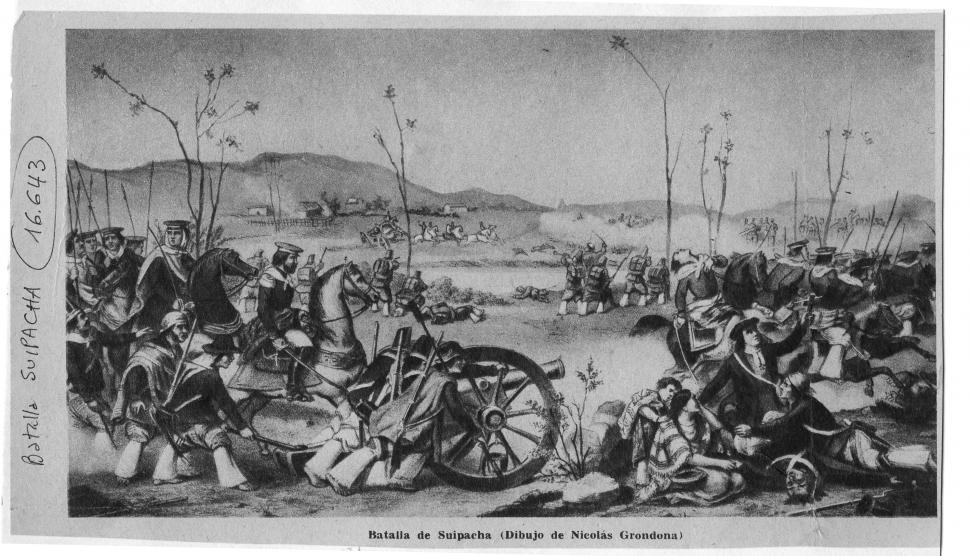
Batalla de Suipacha.

Alrededor de mil hombres mandados por Antonio González Balcarce y Eustoquio Díaz Vélez, con Juan José Castelli como representante de la Junta, enfrentaron el 27 de octubre a las tropas de Nieto en el Combate de Cotagaita. Tras bombardear con escasa artillería las trincheras enemigas y sin poder capturar la posición las fuerzas revolucionarias se retiraron al sur. El 5 de noviembre las fuerzas del Perú avanzaron tras Balcarce y entraron en Tupiza. El 7 de noviembre se enfrentaron en la batalla de Suipacha, donde el ejército argentino obtuvo su primera victoria sobre el de José de Córdoba, quien había alzado pabellón de guerra a muerte y avanzar hasta el río Desaguadero, límite del virreinato. El general Juan Martín de Pueyrredón fue nombrado presidente de la Audiencia de Charcas.
Al llegarle la noticia de la derrota, Nieto destruyó las fortificaciones en Cotagaita y con el párroco de Tupiza y algunos oficiales intentó huir pero fue capturado en Lípez. Una partida salió en búsqueda del prisionero, formada por soldados de las compañías de patricios que Nieto había mandado a trabajar en el socavón de Potosí cuatro meses antes.
Córdoba huyó con los restos de su ejército a Cotagaita y al día siguite de la batalla escribió a Balcarce:

"Venció usted en la lid y ahora estoy dando las órdenes más activas para que se junte lo que ha esparcido el indigno Presidente. Reconozco la Junta, me someto á ella, lo mismo que hace esta marina, y lo mismo que harán las tropas que yo he mandado, pues para ello he dado órdenes muy estrechas."

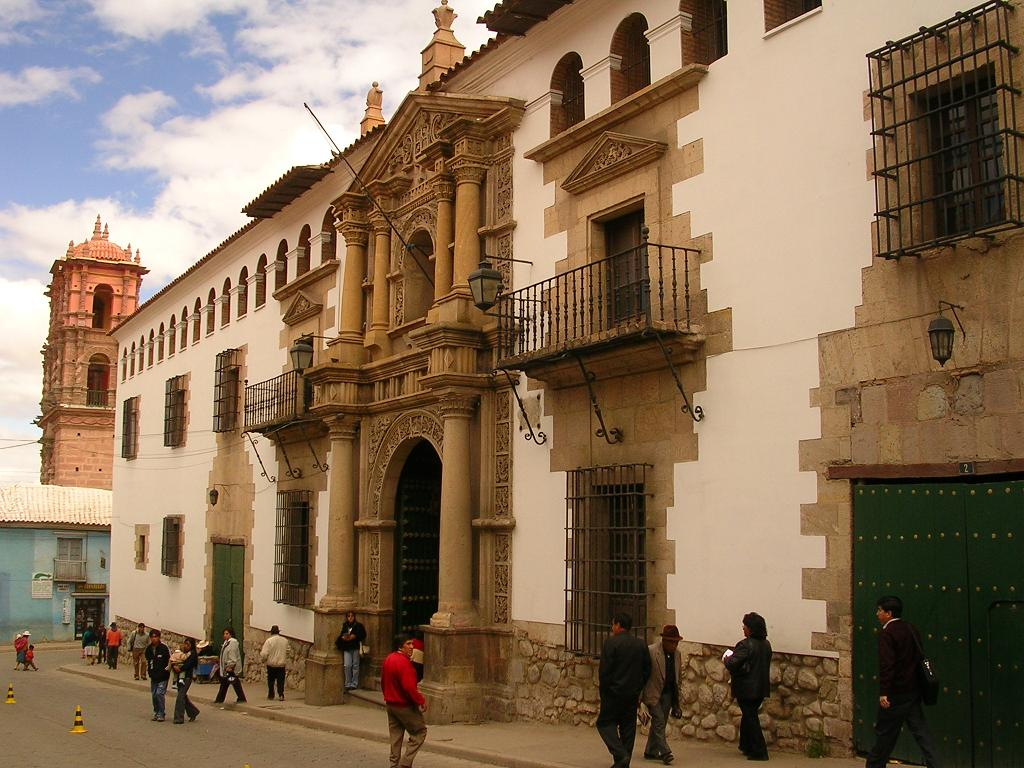
Casa de la Moneda.

Castelli le respondió que se entregara a la generocidad del Gobierno de la Junta pero temiendo con razón por su suerte intentó huir a Chuquisaca, siendo apresado en las cercanías de Potosí.
Paula Sanz demoró su salida de Potosí por lo que cuando el 10 de noviembre llegó a la ciudad un oficio de Castelli anunciando su inminente arribo y ordenando al cabildo el apresamiento del gobernador, Paula Sanz fue también detenido. Nieto, Córdoba y Paula Sanz quedaron así detenidos en la Casa de la Moneda de Potosí durante un mes.
Juzgados en el Cuartel general de Potosí, el 14 de diciembre de 1810 se condenó "a los referidos Sanz, Nieto y Córdoba, como reos de alta traición, usurpación y perturbación pública hasta con violencia y mano armada, a sufrir la pena de muerte" y el 15 de diciembre de 1810 a las 10 de la mañana fueron puestos de rodillas en la Plaza Mayor y fusilados.

## Controversia
Este evento, conocido en Bolivia como el Primer Grito Libertario de América, o la Chispa de la liberación americana, es considerado por buena parte de la tradición historiográfica como el primero de los movimientos independistas en la América Hispana.
Muchos coinciden en esa posición. El líder independentista radical, y un partícipe principal de los acontecimientos, Bernardo de Monteagudo la consideraba, ya en 1812, como el inicio de la Revolución del Río de la Plata al escribir Ensayo sobre la Revolución del Río de la Plata desde el 25 de mayo de 1809, en el periódico Mártir o Libre, en el tercer aniversario de la revolución.
Historiadores extranjeros como Benjamín Vicuña Mackenna llama a Chuquisaca, la "cuna volcánica de la revolución". El 25 de mayo de 1825 el mismo Antonio José de Sucre dispuso que fuesen públicamente conmemorados los sucesos de la Revolución de 1809, y rindió su personal homenaje a los revolucionarios de Charcas, por haber sido los primeros en proclamar la independencia de América.
Sin embargo, en la historiografía reciente ha surgido una corriente revisionista que llama a este evento una revolución monárquica por sus expresiones de lealtad al monarca. Afirman que se trató de una revuelta que enfrentó a fernandistas y carlotistas en un contexto alejado de intenciones independentistas, criticando su actual condición de fiesta cívica patriótica.
Se la pone en contraste con la revolución del 16 de julio en La Paz, que es considerada una revolución abiertamente independentista, y se señala a la Junta Tuitiva como el primer 'gobierno libre' de América del Sur y origen de la independencia hispanoamericana.
Para no caer en una controversia que puede resultar estéril y artificiosa, es obvio que las motivaciones públicas y privadas de los partícipes de este movimiento fueron disímiles, concurrentes y en muchos casos contradictorias: la amenaza carlotista, el temor por el destino de España, la ilegitimidad del mandato de la Junta de Sevilla y su prepotencia, el enfrentamiento preexistente entre el gobernador y los oidores, apoyados por el Claustro, el que enfrentaba al obispo y al cabildo eclesiástico, el localismo y la ambición de mantener los márgenes de independencia de Buenos Aires y de Lima logrados desde las Invasiones Inglesas, intereses económicos, celos, odios y afectos personales, etc. Y sin duda, también deseos de independencia, sea para algunos a la manera de juntas fieles al monarca, sea en otros en camino a la república. Los comisionados a otras ciudades fueron de esta última posición.
Esto mismo puede con las variantes del caso decirse de los movimientos de julio en La Paz (donde también se mantenía en oficios a las autoridades la máscara de la fidelidad al monarca), de mayo de 1810 en Buenos Aires, y en general de cualquier levantamiento americano.
Por otra parte, si bien la revolución en La Paz fue más radical en sus fines y en su desarrollo fue esa chispa encendida en Chuquisaca la que la hizo estallar. De una u otra manera los sucesos de mayo de 1809 en los que algunos patriotas dejaron la vida o sufrieron prisión y destierro, fueron con mayor o menor "pureza revolucionaria" un antecedente legítimo del movimiento independentista americano.